# Skogsgräsfjäril
Skogsgräsfjäril, Erebia ligea, är en fjärilsart som först beskrevs av Carl von Linné 1758.  Skogsgräsfjäril ingår i släktet Erebia, och familjen praktfjärilar, Nymphalidae.
Skogsgräsfjäril är en brun och orange fjäril som främst förekommer i palearktis i blandskog där det växer gräs. Fjärilen har en tvåårig livscykel, det vill säga, det tar två år för den att utvecklas från ägg till imago.

## Utseende
Vingspannet ligger på mellan 36 och 48 millimeter. Hanen och honan är lika. Ovansidan är mörkbrun. Innanför ytterkanterna på både framvingen och bakvingen finns ett orange band med en rad av svarta ögonfläckar med vit mittprick. Ögonfläckar liknar ögon och har som syfte att skrämma rovdjur som vill äta fjärilen. Vingfransarna är vita och mörkbruna. Undersidan liknar ovansidan men är ljusare i färgerna. Tvärs över bakvingens undersida finns en oregelbunden vit linje.
Larven är ljust beigebrun med ljusare och mörkare längsgående linjer. Den är täckt med kort hår.

## Utbredning
Skogsgräsfjärilens utbredningsområde sträcker sig från Europa genom norra och centrala Asien till Kamtjatkahalvön och Japan. I södra och centrala Europa förekommer den främst i bergsområden. I Norden förekommer den i Norge, Sverige och Finland förutom i de högsta fjällen, längs Norges västkust samt i sydligaste Sverige, på Öland och på Gotland. Arten har livskraftiga (LC) populationer i både Sverige och i Finland.

## Levnadssätt
Skogsgräsfjäril lever i blandskogar där det finns gläntor med gräs. Den är ovanlig i ren barrskog.
Flygtiden, den period när fjärilen är imago, infaller i juli till augusti. Under flygtiden parar sig fjärilarna och honan lägger äggen ett och ett på gräs. Ägget övervintrar och larven kläcks under våren. Värdväxter, de växter larven lever på och äter av, är olika gräs i bland annat hässlebroddssläktet och tåtelsläktet samt halvgräs i starrsläktet. Larven växer långsamt och övervintrar kommande vinter och förpuppas i början av sommaren året därpå. Efter ett par veckor kläcks den fullbildade fjärilen ur puppan och en ny flygtid börjar.

## Systematik
I Sverige finns en mindre och mörkare form av skogsgräsfjäril som av vissa räknas som en underart, Erebia ligea dovrensis men av andra anses som en varietet av nominatformen Erebia ligea ligea. 

### Catalogue of Lifelistar 12 underarter:[3]
- Erebia ligea arsenjevi Kurentzov, 1950
- Erebia ligea bulgarica Goltz, 1933
- Erebia ligea herculeana Warren, 1931
- Erebia ligea interposita Holik, 1954
- Erebia ligea kamtschadalis Goltz, 1933
- Erebia ligea kisokomana Murayama, 1964
- Erebia ligea mienschanica Goltz, 1939
- Erebia ligea petsamoensis Lingonblad, 1950
- Erebia ligea shebalina Goltz, 1939
- Erebia ligea suederlandica Arnscheid & Sterba, 1978
- Erebia ligea urgaensis Holik, 1954
- Erebia ligea vitimensis Holik, 1954

## Bildgalleri

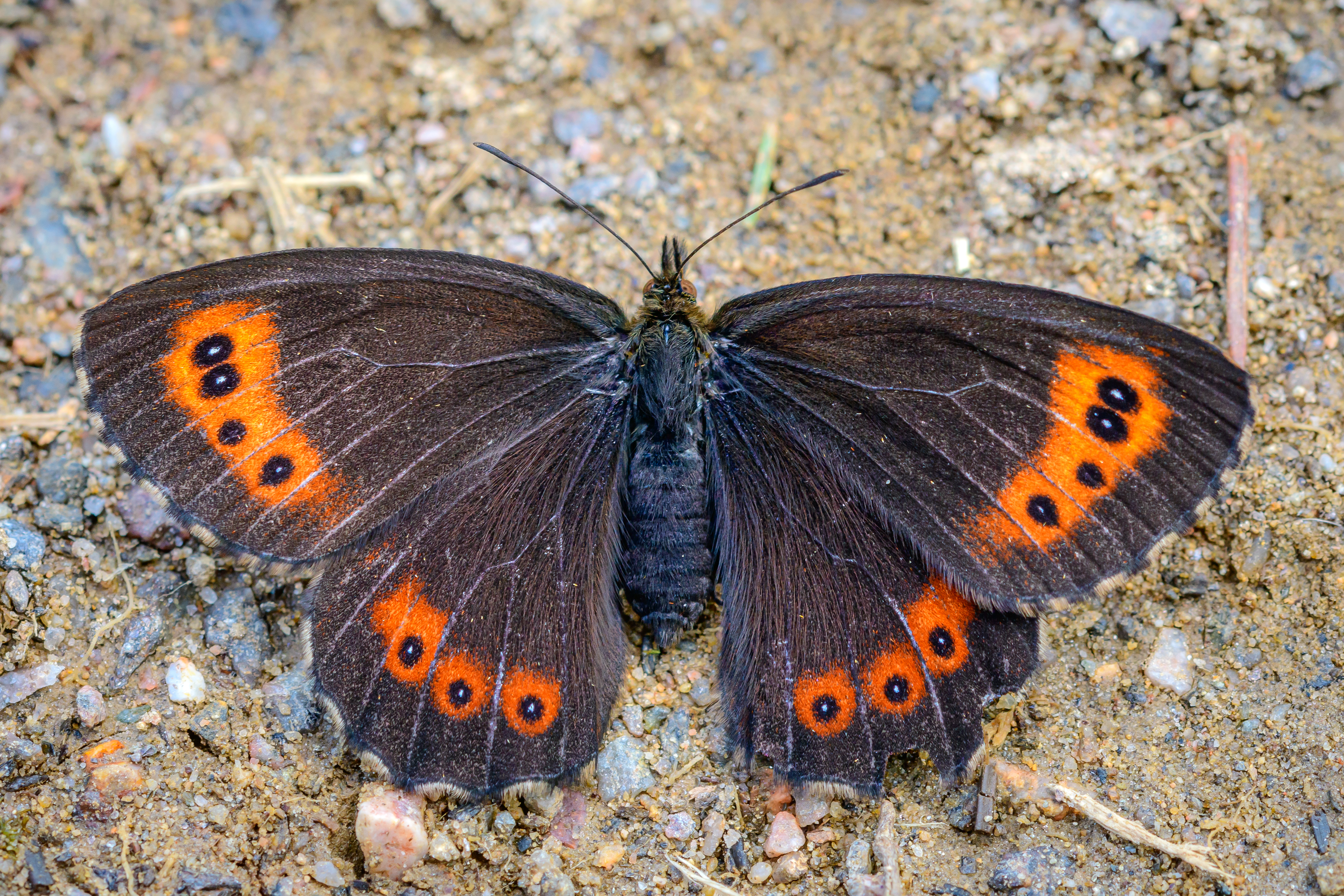
Imago fjäril
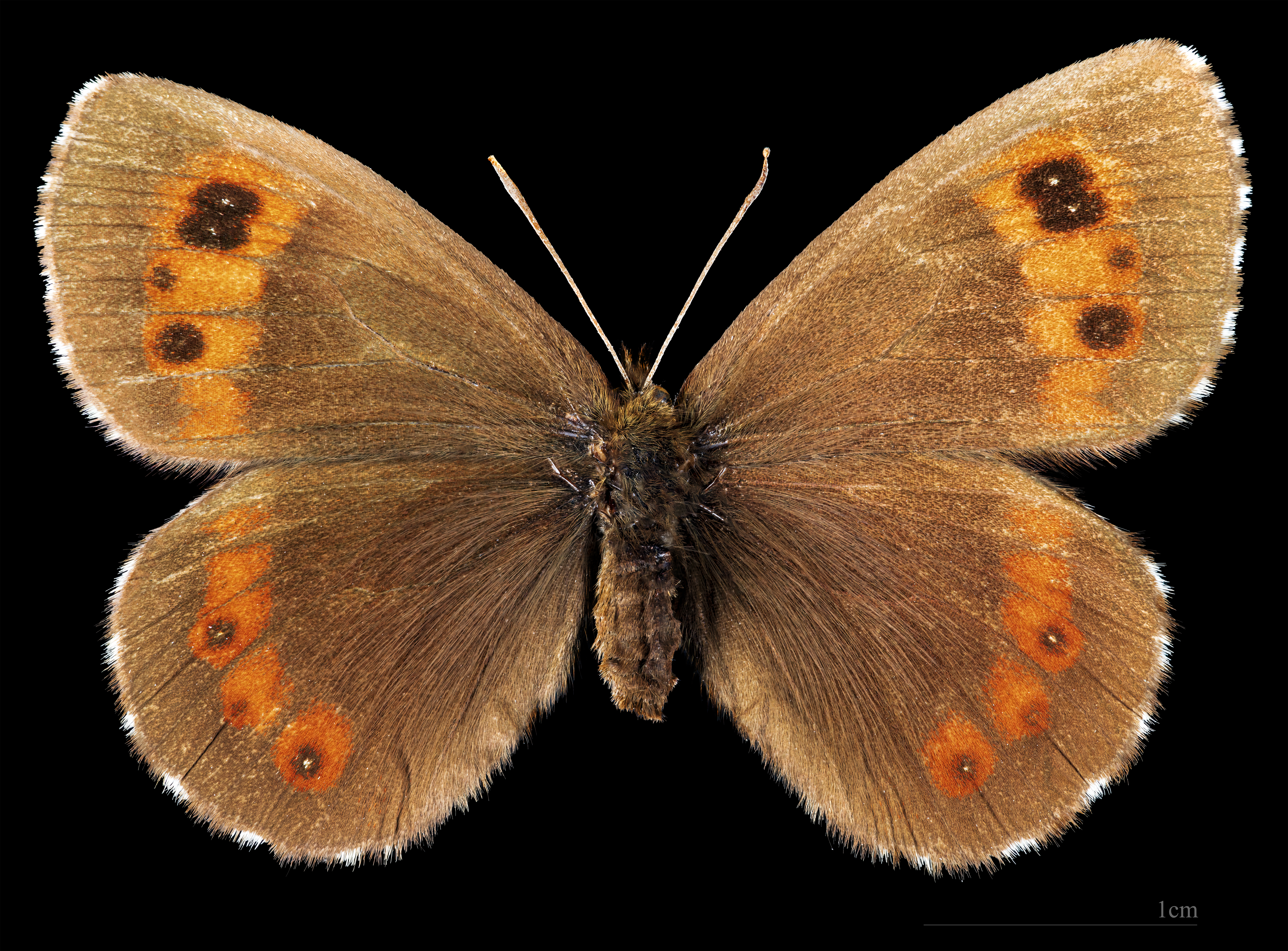
Preparerad (uppnålad) imago fjäril av nominatarten, Erebia ligea ligea, hona ovansida.
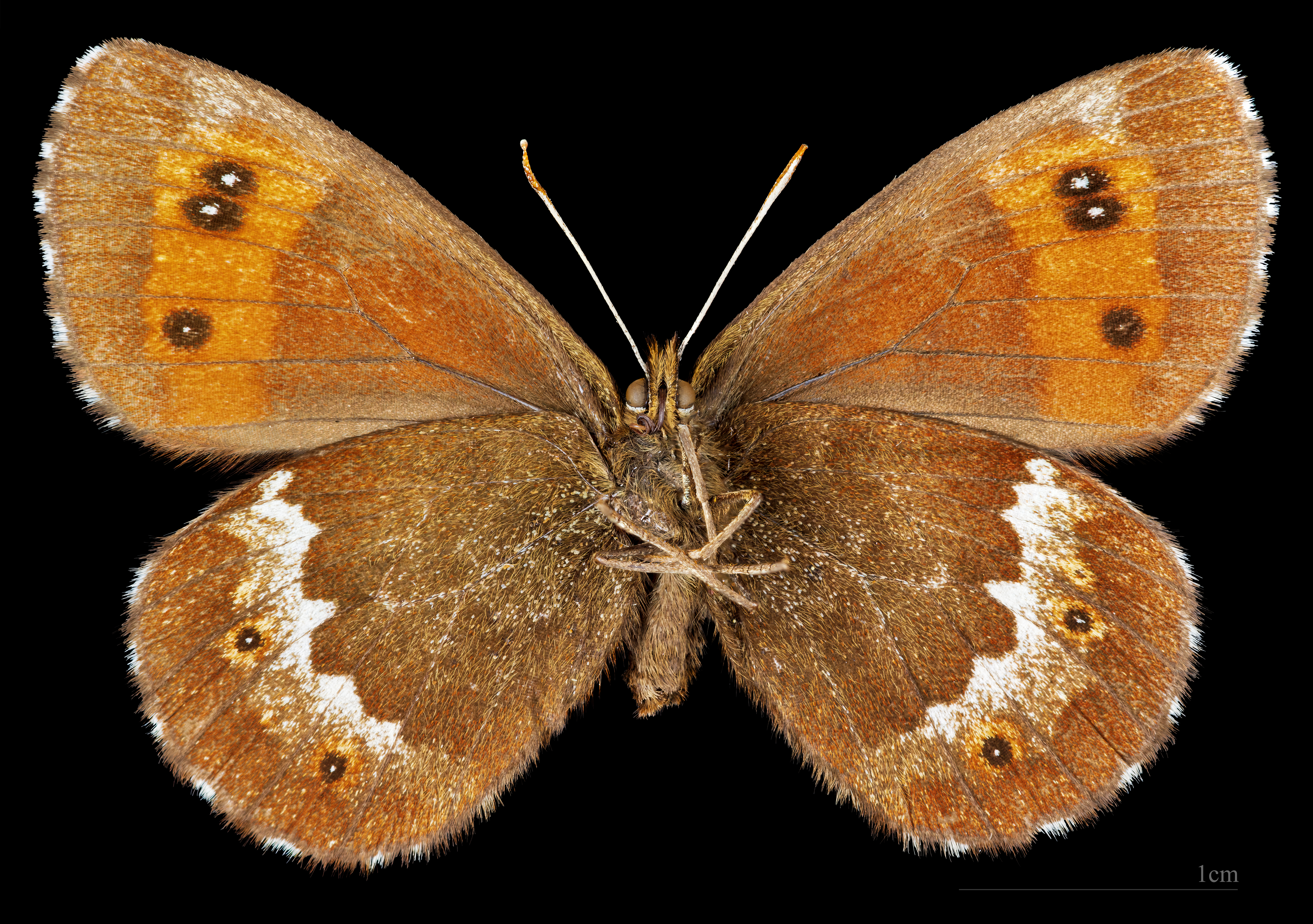
Preparerad (uppnålad) imago fjäril av nominatarten, Erebia ligea ligea, hona ovansida.